# 印鑑登録

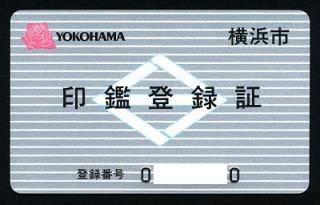
印鑑登録証

印鑑登録（いんかんとうろく）とは、印鑑（登録された印章）により個人および法人を証明する（本人が当該印章を相違なく所有すると証明する）制度である。
印鑑登録をしたことを証するもの（多くはカード型、一部市町村で手帳型もあり）を印鑑登録証、印影と登録者の住所・氏名・生年月日・性別（性同一性障害に配慮して記載しない自治体も増えている）を記載したものを印鑑登録証明書（印鑑証明）という。登録者が請求すると、各自治体の首長の証明印入りで発行されるため、本人証明書類としても有効。
日本で印章全般のことを俗に印鑑と呼ぶのは、この印鑑登録の制度が語源である。印鑑とは本来、印章の印影が登録されたデータベース（登録簿）の側を指し（詳細は「印章」を参照）、「印鑑に印鑑を登録する」のような用法で用いることは、厳密には日本語の誤用であるが、俗語として広く浸透している用法でもあるため、本項では以下、印章の意味でも「印鑑」の語を用いる。

## 個人の印鑑登録
個人の印鑑登録は市町村の自治事務であり、その取り扱いは各自治体の印鑑条例によるため、一般的な市町村における例を以下に記述する。なお、個人の印鑑登録の事務取扱いに関しては1974年に自治省から各都道府県あてに通知が出され、以後各市町村ではこの通知にならって取り扱っている。

### 印鑑登録の方法
一般的な手続の例は以下のとおりで、おおむね前述の自治省通知に従っているが、実際の取扱については法律による全国統一の拘束的規定がないため、各市町村ごとに差異があり、各市町村の印鑑条例内容および受付窓口での確認を要する。
1. 回答書による方法
  - 本人が来庁する場合

  1. 登録する印章（実印）を持って、申請書に記入して提出する。
  2. 役所から照会書及び回答書が郵送されるので、回答書に記入する。
  3. 回答書及び登録する印章を役所に持参する。

  - 代理人が来庁する場合

  1. 本人自書の委任状と登録する印章を持って、申請書に記入して提出する。
  2. 役所から本人あてに照会書及び回答書が郵送される。本人が回答書に記入する。
  3. 代理人は、回答書、本人自書の委任状、登録する印章と代理人の印章（受領印として）を持参する。
2. 官公署発行の写真付身分証明書（運転免許証、パスポート、マイナンバーカード、住民基本台帳カードや個人番号カードなど）による方法（本人来庁のみ）
3. 保証書による方法（本人来庁のみ）
  1. 自治体内で印鑑登録している人に保証書を書いてもらう。
  2. 保証書と登録する印章を持って、申請書に記入して提出する（保証人の窓口付添を求める自治体もあり）。
  3. 本人確認のための質問に答え、正しければ登録できる。

### 印鑑に登録できない印鑑（印章）
自治体により細部が異なることがあるがおおむね次の通り。
- 既に他人に登録されているもの
- 「戸籍上の氏名」「戸籍上の氏または名」「戸籍上の氏と名の一部の組み合わせ」以外の物
  - 「之印」「印」「之章」が追加されたものは可。
  - 旧姓については、住民票やマイナンバーカードへの旧姓併記が可能となるのに合わせて、2019年11月5日以降には認めるよう、通達を改正している[2]。
- 戸籍上の氏名以外に職業その他の事項を表しているもの、模様などが入っているもの
- 印影が不鮮明なもの
- 印影が過剰に小さいまたは大きい（8 mm四方を下回る、または25 mm四方に収まらない）もの
- 変形・破損しやすい印章（浸透ゴム印等）。
- 世帯内の者と同じ、又は印影のよく似た印章
- 外枠がないもの
- 100円ショップで販売されている大量生産品の印鑑（いわゆる、三文判）
- 陰刻印章（エンボス印。漢委奴国王印のように、印影の文字が白く浮かぶもの）

1人につき1個の印鑑（印章）しか登録できない。変更したい場合は然るべき手続きが必要。

### 印鑑に登録できない場合もある印鑑（印章）
- 女性の場合で、名の末尾に「子」を追加、あるいは削除したもの（自治体によって扱いが異なる）
- 外枠の一部が欠けたもの（少しでも欠けていれば登録できない[3]、5分の1以上[4]や4分の1以上[5]というように数値基準がある、「縁が著しく欠けているもの」と抽象基準となっている[6]など、自治体による差がある）

## 法人の印鑑登録
商業登記法20条の規定により、会社の設立等に当たって登記を申請する際には、登記の申請書に押印すべき者（代表取締役等）は、登記所に印鑑（印影）を提出しなければならない。印鑑証明書は、その提出した印鑑（印影）について、同法12条の規定により発行される。
会社以外の法人の登記についても、それぞれ根拠法に商業登記法の当該部分を準用する旨の規定があるため（例: 一般社団・財団法人法330条、生協法92条）、会社と同様に登記所が印鑑証明書を発行する。
国・地方公共団体などについては印鑑登録の制度は存在しない。

## 不動産登記における印鑑証明書

### 添付

#### 概要
不動産登記を書面申請（不動産登記規則1条4号参照。以下同じ。）でする場合、申請人又はその代表者（申請人が法人等の場合。以下同じ。）が登記申請書又は委任状に記名押印したときは、印鑑登録証明書（以下、登記実務に合わせて印鑑証明書という）が添付情報となりうる。不動産登記令16条・18条、不動産登記規則48条・49条に規定があり、これらの規定と先例をまとめると、以下のようになる。
なお、申請書又は委任状に押した印鑑（印影）に関する証明書を添付する場合、作成後3か月以内のものでなければならない（不動産登記令16条3項・18条3項）

#### 添付必要の場合
以下の者が登記申請人となる場合で書面申請のときは、原則としてその者又はその代表者の印鑑証明書を、申請情報を記載した書面に添付しなければならない。
1. 所有権の登記名義人（所有権に関する仮登記の登記名義人を含む）が登記義務者となって、権利に関する登記（後述の例外あり）の申請をする場合における、当該所有権の（仮）登記名義人
2. 共有物分割禁止の定めに係る所有権の変更登記を申請する場合における、当該所有権に係る不動産の持分の（仮）登記名義人
3. 所有権移転登記がされていないときに所有権保存登記の抹消登記を申請する場合における、所有権の（仮）登記名義人[注 1]
4. 信託法3条3号に掲げる方法によってされた信託による権利の変更の登記を申請する場合における、所有権の（仮）登記名義人
5. 所有権に関する仮登記の抹消登記を、仮登記の名義人が不動産登記法110条前段の規定に基づいて単独で申請する場合における、当該仮登記の名義人
6. 合筆の登記・合体による登記等・建物の合併の登記を申請する場合における、当該合筆・合体・合併に係る不動産の所有権の登記名義人
7. 所有権の登記名義人が登記義務者となって、担保物権（根抵当権及び根質権を除く）の債務者の変更登記又は更正登記を申請するときであって、登記識別情報又は登記済証を提供又は添付しない場合における、当該所有権の登記名義人
8. 所有権以外の権利の登記名義人が登記義務者となって権利に関する登記の申請するときであって、登記識別情報又は登記済証を提供又は添付しない場合における、当該登記名義人
9. 所有権以外の権利の登記名義人が登記義務者となって、信託法3条3号に掲げる方法によってされた信託による権利の変更の登記を申請するときであって、登記識別情報又は登記済証を提供又は添付しない場合における、当該登記名義人
10. 所有権を目的とする買戻権の登記名義人が登記義務者となって登記の申請をする場合における、当該登記名義人（1959年（昭和34年）6月20日民甲1131号回答）

#### 添付不要の場合
書面申請のときでも以下の場合には、条文において印鑑証明書の添付は不要とされている。
1. 官公署が登記権利者又は登記義務者となって登記の嘱託を行う場合
2. 所有権の登記名義人が登記義務者となって、登記識別情報又は登記済証を提供又は添付して担保物権（根抵当権及び根質権を除く）の債務者の変更登記又は更正登記を申請する場合
3. 申請を受ける登記所が、添付すべき印鑑証明書を作成する登記所と同一であって、法務大臣が指定した登記所[注 2]以外のものである場合
4. 申請人又はその代表者もしくは代理人が記名押印した申請書又は委任状について、公証人又はこれに準ずる者の認証を受けた場合
5. 裁判所によって選任された者がその職務上行う申請についての申請書又は委任状に記名押印したときに、裁判所書記官が最高裁判所規則（破産規則23条4項[8]、民事再生規則27条2項[9]など）で定めるところにより作成したものが添付されている場合
6. 申請人が不動産登記法22条の規定により登記識別情報の通知を受けることとなるときで、#添付必要の場合の6に該当する場合以外の場合
7. 申請人が#添付必要の場合の1ないし9のいずれにも該当しないときで、上記6に該当しない場合。
8. 復代理人によって登記を申請するときに、委任による代理人が復代理人の権限を証する書面に記名押印した場合（当該代理人の印鑑証明書について）

このほか、添付必要の場合の反対解釈などから、以下の場合には印鑑証明書の添付は不要である。
1. 確定判決により登記申請を行う場合（書式解説1-499頁）
2. 所有権を目的とする買戻権の設定をする登記申請を行う場合
3. 所有権以外の権利を目的とする買戻権の登記名義人が登記義務者となって登記の申請をする場合
4. 不動産売買の先取特権保存（民法340条）又は主である建物新築の不動産工事の先取特権保存（民法338条）の登記申請を行う場合（登記研究433-133頁）

### 他の書面の一部となる場合

#### 概要
書面申請の場合において、不動産登記令7条1項5号ハもしくは6号の規定又はその他の法令の規定により申請情報と併せて提供しなければならない同意又は承諾を証する情報を記載した書面（以下同意書又は承諾書という）に作成者が記名押印したときは、印鑑証明書が当該書面の一部となりうる。不動産登記令19条及び不動産登記規則50条に規定があり、これらの規定と実例をまとめると、以下のようになる。
なお、同意書又は承諾書に押した印鑑（印影）に関する証明書を添付する場合、作成後3か月以内のものでなければならないという制限はない。また、この印鑑証明書は同意書又は承諾書の真正を担保するものであるから、申請情報を記載した書面の添付情報欄に「印鑑証明書」と別途記載する必要はない。ただし、「承諾書（印鑑証明書付）」とするのが望ましいとされている。

#### 添付必要の場合
以下の者の印鑑証明書を、同意書又は承諾書等の一部として添付しなければならない。
1. 登記原因についての第三者の同意書又は承諾書（民法374条1項ただし書・398条の14第2項・612条1項など、不動産登記令7条1項5号ハ・同令別表39項添付情報ロなど）を申請情報に添付する場合における、当該書面の作成者
2. 登記上の利害関係人の承諾書（不動産登記法66条・68条など、同令別表25項添付情報ロ・26項添付情報ヘなど）を申請情報に添付する場合における、当該利害関係人（1956年（昭和31年）11月2日民甲2530号通達）
3. 仮登記の登記義務者の承諾書を申請情報に添付して、仮登記の登記権利者が単独で当該仮登記を申請する場合（同法107条1項、同令別表68項添付情報ロ）における、当該仮登記の登記義務者（1954年（昭和29年）10月5日民甲2022号通達）
4. 仮登記の登記名義人の承諾書を申請情報に添付して、仮登記の利害関係人が単独で当該仮登記の抹消登記を申請する場合（同法110条後段、同令別表70項添付情報ロ）における、当該仮登記の登記名義人
5. 区分建物につき、所有権取得証明情報を申請情報に添付して所有権保存登記を申請する場合（同法74条2項、同令別表29項添付情報イ・ロ）における、表題部所有者（1983年（昭和58年）11月10日民三6400号通達第12-1-2）
6. 遺産分割協議書を申請情報に添付して、相続を原因とする所有権移転登記の申請をする場合における、不動産を取得しかつ申請人となる者以外の者（1955年（昭和30年）4月23日民甲742号通達）
7. 特別受益証明書を申請情報に添付して、相続を原因とする所有権移転登記の申請をする場合における、特別受益者（1955年（昭和30年）4月23日民甲742号通達）

#### 添付不要の場合
以下の場合には、条文等により印鑑証明書の添付は不要とされている。
1. 同意書又は承諾書が官公署の作成に係る場合
2. 申請を受ける登記所が、添付すべき印鑑証明書を作成する登記所と同一であって、法務大臣が指定した登記所[注 2]以外のものである場合
3. 同意書又は承諾書について、公証人又はこれに準ずる者の認証を受けた場合
4. 裁判所によって選任された者がその職務上行う同意又は承諾についての同意書又は承諾書に記名押印したときに、裁判所書記官が最高裁判所規則（破産規則23条4項[8]、民事再生規則27条2項[9]など）で定めるところにより作成したものが添付されている場合
5. 承諾書等が公正証書として作成された場合（登記研究146-42頁参照）

### 具体例
添付すべき印鑑証明書は、住所地の市町村長（特別区の区長を含み、政令指定都市にあっては市長又は区長。以下「市区町村長」という。）又は登記官が作成するものに限られている（不動産登記令16条2項）。この他、先例等をまとめると、以下のようになる。
| 印鑑証明書を提出すべき者                               | 印鑑証明書の名義人     | 作成権者                               | 根拠                                                                                |
| ------------------------------------------------------ | ---------------------- | -------------------------------------- | ----------------------------------------------------------------------------------- |
| 以下にあてはまらない自然人                             | 当該自然人             | 住所地の市区町村長                     | 不動産登記令16条2項                                                                 |
| 印鑑証明書を添付できない外国在住の日本人               | 当該日本人             | 当該居住国の公証人（署名証明書を添付） | 1958年（昭和33年）8月27日民甲1738号心得回答・通達                                   |
| 印鑑登録をしていない外国人                             | 当該外国人             | 当該外国官憲（署名証明書を添付）       | 1959年（昭和34年）11月24日民甲2542号通達                                            |
| 登記所に印鑑（印影）を提出した者（会社等の法人を除く） | 当該提出者             | 印鑑（印影）を提出した登記所の登記官   | 不動産登記令16条2項、商業登記規則9条1項1号・3号・5号                                |
| 以下にあてはまらない会社等の法人                       | 当該法人の代表者       | 印鑑（印影）を提出した登記所の登記官   | 不動産登記令16条2項、商業登記規則9条1項4号及び当該条文を準用する他の法令            |
| 代表者が法人である以下にあてはまらない会社又は法人     | その職務を行うべき者等 | 印鑑（印影）を提出した登記所の登記官   | 不動産登記令16条2項、商業登記規則9条1項2号・4号・5号及び当該条文を準用する他の法令  |
| 代表者が法人である持分会社                             | その職務を行うべき者   | 印鑑（印影）を提出した登記所の登記官   | 2006年（平成18年）3月29日民二755号通達4、商業登記規則9条1項4号                      |
| 清算結了登記をした解散会社                             | 旧（代表）清算人       | 住所地の市区町村長                     | 1955年（昭和30年）4月14日民甲708号電報回答                                          |
| 登記のない官公署の組合                                 | 組合の代表者           | 監督官庁の長                           | 1963年（昭和38年）8月13日民三708号電報回答、1965年（昭和40年）7月13日民甲1737号通達 |
| 認可地縁団体                                           | 団体の代表者           | 住所地の市区町村長                     | 1992年（平成4年）5月20日民三2430号通知                                              |

### 原本還付
申請書・委任状に押印した印鑑（印影）に関する証明書（既述の裁判所書記官が作成したものを含む）及び同意書・承諾書に押印した印鑑に関する証明書（既述の裁判所書記官が作成したものを含む）については、原本の還付を請求することができない（不動産登記規則55条1項）。また、当該印鑑証明書に代わる外国人の署名証明書も原本の還付を受けることができない（登記研究692-211頁）。
上記以外のものについては、原本の還付を請求できる。相続による登記を申請する際の遺産分割協議書や特別受益証明書に添付した印鑑証明書（一発即答86頁・88頁）、資格者代理人による本人確認制度を利用する場合の資格者代理人の印鑑証明書（一発即答93頁）などが具体例である。

## 現行印鑑登録制度成立の背景
印鑑（印章）は近世以降、日本の一般庶民の間でも商業・権利契約の際に広く使用されるようになっていたが、登録制度による公的な裏付けが開始されたのは1871年（明治4年）の太政官布告第456号｢諸品売買取引心得方定書｣によるものが最初である。市町村制施行以前であったことから、各地域の有力者である「身元町村指配の庄屋或は年寄共方」に印鑑帳を置き、これに住民の印鑑（印章）を押捺して保管する形式を採った。
その後、1878年（明治11年）の太政官達第32号｢府県官職・戸長職務の慨目｣において「町村内の人民の印影簿設置」が戸長（後年の市町村長に相当）の事務の一つとされ、以降の印鑑登録は自治体の長が任を負う自治事務となった。以後、1888年（明治21年）の市制・町制実施、1947年（昭和22年）の地方自治法施行後もこの原則は踏襲された。
印影簿保管方式による印鑑登録証明は、登録されたものと同一の印影を押捺された書類を市町村役場窓口に持参する方式を採る。市町村職員は印影簿と提出書類の印影を対比し、同一の印影と認められる場合に、提出書類に「登録された印影と認める」旨の証明印を市町村長名で押印してこれを証明した。
この方式は、印鑑登録証明の頻度が低く、市町村の単位も小さかった時代には一応機能していたが、太平洋戦争後、市町村合併が進行して市町村役場1箇所あたりの登録印影数が大きく増加し、更に経済活動の活発化により、各種の契約や申請において印鑑登録証明の添付を求められる頻度が高くなると、運用の困難さが顕現化した。
もとより印鑑（印章）は繰り返しの使用によって徐々に摩滅し、また押印時の力のかけ方や、紙・朱肉の質の違いによって、押捺ごとに印影に微細な差異が生じることは避けられない。このような印影につき、市町村職員が磨耗前に記録された印影簿との視認で詳細に対比して、書類1通ごとに証明を与える作業自体、非効率で繁雑であった。
1950年代以降は、例えばモータリゼーションの進展により、自動車販売業者が新車登録のために、顧客の押印済み書類を一度に数十枚単位で役所窓口に持ちこむような事例も増加し、自治体担当者は証明手続の事務作業に忙殺された。更には書類の印影の真偽を巡って、これに証明を与えた市町村が利害関係者から責任を問われ、民事訴訟を起こされる事態も少なからず発生したのである。
このように、印影簿式の印鑑登録制度では市町村側への負担が増大する一方であり、また個々の市町村で取扱基準がまちまちであったため、自治省に対して「全国で統一して運用される印鑑登録法の制定」を求める声が昭和30年代以降、全国の市町村から高まった。だが、当時3000以上存在した全国の市町村で、それぞれ条例もしくは長年の慣例によって運用されていた印鑑登録制度を、一斉に統一制度に移行させることは現実として難しく、自治省も法制定の必要性は認めながらも、二の足を踏む状態が続いた。
相前後して、実用的な複写機の開発に伴い、市町村役場は印影簿から印影を複写した印鑑登録証明を発行し、押印された印影との照合判断は契約・申請の当事者に委ねることが合理的であるという着想が浮上した。条例を改正し、複写式の印鑑証明方式を導入する自治体は1960年代に徐々に増え始めた。
しかし、1960年代初頭時点では「青焼」と呼ばれるジアゾ式複写機は事務用の小型の場合、湿式複写を用いる関係で複写印影のにじみ、歪みが危惧され、またゼロックスに代表されるPPC複写機は複写の変質はほとんど生じないものの、普及初期で装置導入コストが極めて高価という課題があった。更に一部の法務局や金融機関などは、当初、複写式の印鑑登録証明を公的証明として認めることに消極的であった。このため、1960年代後期でも旧来からの窓口証明方式を維持する市町村が大勢を占めた。
それでも印鑑証明の申請件数は年々増加する一方で、在来方式での事務処理増大を放置できる状態ではなくなっていた。複写式印鑑証明が大量申請にも速やかに対応できる合理的手法であることは明らかで、1970年代に入るとPPC複写機の普及に伴う導入コスト低下もあり、複写方式への移行が趨勢となった。
また実情から見て法律制定は困難と判断した自治省は、1974年に「印鑑登録証明事務処理要領」というガイドラインを示す形で実質的な統一基準とし、各市町村にはこれに沿った形で複写式の印鑑証明を用いる印鑑条例を制定させるという現実的な妥協策を示した。
この結果、1974年以降の数年間のうちに、全国ほぼ全ての市町村で自治省の処理要項に沿った条例が整備され、登録印影の複写を印鑑証明として交付する方式が一般化して、現在に至っている。

## 印鑑登録制度の今後
上述のように現在においては、印鑑登録証明は自動車登録のために必要な書類のひとつであるが、国土交通省の山本弘一郎係長は、運転免許証の提示等による印鑑証明の省略を提唱しており、既にワン・ストップ・サービスによって原則マイナンバーカードの電子証明書で実現している。しかし、カーディーラーなどではマイナンバーカードの電子証明書での手続きをせず、例外である印鑑証明書の提出で手続きを行っているのが現状である。

## 日本国外における証明
日本国外に転出した場合、印鑑登録が廃止されることに伴い、次の方法で本人の意思表示行為を確認する。

### 日本国在外公館における署名証明
外務省（在外公館領事）において、日本人または日本国籍離脱者を対象に、署名された私文書または署名そのものについて領事の面前で行われたことを証明する制度がある。

### 外国の公証人等による署名証明
外国の公証人または裁判所等による署名証明を不動産登記の際の印鑑証明書に代えることができる。

## 日本以外の印鑑登録制度

### 韓国
朝鮮半島では、日韓併合後の1914年に印鑑証明規則（大正3年朝鮮総督府令第110号）により印鑑証明制度が導入された。大韓民国では，第二次世界大戦終結後も印鑑証明法（法律第724号）が制定され，同制度が存続してきた。
大韓民国では、2009年7月29日、国家競争力強化委員会が2009年内に印鑑登録を要する事務のうち6割について身分証明書等で代用させる方針を打ち出し、5年以内に電子認証を拡充させて廃止することを表明したが，2017年現在印鑑証明制度は廃止されていない。
なお，2012年，本人署名事実確認等に関する法律（2012年法律第11245号）により，本人署名事実確認制度が導入されており，「印鑑証明に代えて使用することができる」（同法第1条）とされている。

### 台湾
台湾では、地方自治体により管理されている日本や韓国と違い、国によって管理されており、各地に設置された戸籍事務を行う「戸政事務所」が管理する。